# National Basketball League 1979-1980
La stagione 1979-1980 della National Basketball League è stata la nona edizione del massimo campionato britannico di pallacanestro.
Torna alla vittoria una squadra londinese, quel Crystal Palace capace di rimanere imbattuto per tutte e 18 le giornate, vittorioso anche nel post-season della National Championships, ancora in finale sul Team Fiat Coventry. Concludono secondi i campioni in carica del Team Ziebart Doncaster. Non è retrocessa alcuna squadra.

## Classifica finale
|                        |     | Classifica finale 1979-1980        | Pt | G  | V  | P  | PtF  | PtS  |
| ---------------------- | --- | ---------------------------------- | -- | -- | -- | -- | ---- | ---- |
| Regno Unito (bandiera) | 1.  | Crystal Palace                     | 36 | 18 | 18 | 0  | 1936 | 1498 |
|                        | 2.  | Team Ziebart Doncaster             | 28 | 18 | 14 | 4  | 1751 | 1673 |
|                        | 3.  | Team Fiat Coventry                 | 28 | 18 | 14 | 4  | 1788 | 1644 |
|                        | 4.  | Ovaltine Hemel Hempstead           | 24 | 18 | 12 | 6  | 1686 | 1634 |
|                        | 5.  | Kelly Girls International Kingston | 20 | 18 | 10 | 8  | 1836 | 1702 |
|                        | 6.  | Sunblest EPAB Sunderland           | 18 | 18 | 9  | 9  | 1672 | 1683 |
|                        | 7.  | Stockport Belgrade (-1)            | 9  | 18 | 5  | 13 | 1763 | 1874 |
|                        | 8.  | ATS Giants Manchester              | 6  | 18 | 3  | 15 | 1533 | 1754 |
|                        | 9.  | Blackpool                          | 6  | 18 | 3  | 15 | 1612 | 1839 |
|                        | 10. | Team Talbot Guildford              | 4  | 18 | 2  | 16 | 1592 | 1837 |

## National Championships
|  | Semifinali     | Semifinali     | Semifinali |          |                | Finale          | Finale          | Finale          |  |
|  |                |                |            |          |                |                 |                 |                 |  |
|  | Crystal Palace | Crystal Palace | 98         |          |                |                 |                 |                 |  |
|  | Crystal Palace | Crystal Palace | 98         |          |                |                 |                 |                 |  |
|  | Hempstead      | Hempstead      | 75         |          |                |                 |                 |                 |  |
|  | Hempstead      | Hempstead      | 75         |          | Crystal Palace | Crystal Palace  | 93              |                 |  |
|  |                |                |            |          | Crystal Palace | Crystal Palace  | 93              |                 |  |
|  |                |                | Coventry   | Coventry | 85             |                 |                 |                 |  |
|  | Coventry       | Coventry       | Coventry   | Coventry | 85             | 100             |                 |                 |  |
|  | Coventry       | Coventry       |            |          |                | 100             |                 |                 |  |
|  | Doncaster      | Doncaster      | 84         |          |                | Finale 3º posto | Finale 3º posto | Finale 3º posto |  |
|  | Doncaster      | Doncaster      | 84         |          |                |                 |                 |                 |  |
|  |                |                |            |          |                |                 |                 |                 |  |
|  |                |                |            |          |                | Hempstead       | Hempstead       | 75              |  |
|  |                |                |            |          |                | Hempstead       | Hempstead       | 75              |  |
|  |                |                |            |          |                | Doncaster       | Doncaster       | 84              |  |

## Verdetti
- Campione della NBL:  Crystal Palace Chevrons
- Campione della National Championships: Crystal Palace Chevrons